# Justus Liebigs Annalen der Chemie
Justus Liebigs Annalen der Chemie, meist nur als Liebigs Annalen (Abkürzung in älteren Zitaten: Ann. oder Liebigs Ann. seit 1979 in Zitaten: Liebigs Ann. Chem. ), genannt, war weltweit eine der bedeutendsten Fachzeitschriften auf dem Gebiet der Chemie.

## Geschichte
Die renommierten Naturwissenschaftler Justus von Liebig, Philipp Lorenz Geiger und Rudolph Brandes gründeten 1832 zum regen Austausch von aktuellen Erkenntnissen die Zeitschrift Annalen der Pharmacie. Der Apotheker Geiger verfügte seit 1824 bereits über einschlägige Verlegererfahrungen mit seinem „Magazin für Pharmacie und die dahin einschlagenden Wissenschaften“. Die erste Zeitschrift enthielt daher als Beilagen
- Magazin für Pharmacie und Experimentalkritik (1832 bis 1850, Edit. P. L. Geiger)
- Archiv des Apothekervereins im nördlichen Teutschland (1832 bis 1834, Edit. R. Brandes)

Nach kurzer Zeit wurde das unbedeutende Vereinsarchiv von Brandes ersetzt durch
- Neues Journal der Pharmacie für Aerzte, Apotheker und Chemiker (1834 bis 1850, Edit. J. B. Trommsdorff)

Im Band 11 von 1834 waren einmalig alle drei Beilagen enthalten, Brandes schied danach aus der Redaktion aus, der Apotheker Trommsdorff übernahm die redaktionelle Betreuung der neuen Beilage. 1836 verstarb in jungen Jahren unerwartet der Apotheker Geiger, bis 1838 konnte ihn Liebig durch seinen Freund Emanuel Merck in der Redaktion ersetzen. 1837 verstarb auch der Apotheker Trommsdorff.
1838 konnte Liebig seine Redaktion für mehrere Jahre durch zwei ausländische Chemiker Dumas und Graham sowie den eng befreundeten Chemiker Friedrich Wöhler neu besetzen, ab 1840 hieß die Zeitschrift Annalen der Chemie und Pharmacie.
Zehn Jahre später wurden die pharmazeutischen Beilagen ausgegliedert und für die Zeitschrift  eine zusätzliche Nummerierung ("Neue Reihe") eingeführt, die aber bis Nummer 95 keinerlei Akzeptanz finden konnte. 1868 gehörten "die Herren Liebig und Wöhler" bei der Vorstellung der konkurrierenden Berichte der Deutschen Chemischen Gesellschaft zu den Ehrenmitgliedern dieser Gesellschaft.
Nach dem Tod von Liebig 1873 wurde ihm zu Ehren „seine“ Zeitschrift umbenannt in „Justus Liebig's Annalen der Chemie und Pharmacie“, ein Jahr später reduziert auf „Justus Liebig's Annalen der Chemie“. Dieser Name stand über ein Jahrhundert für außerordentlich hohe Qualität deutschsprachiger Publikationen, vor allem in der Organischen Chemie.
1997 wurde die Zeitschrift zuerst mit der niederländischen Recueil des Travaux Chimiques des Pays-Bas (Ersterscheinung: 1882) zur Liebigs Annalen/Recueil zusammengelegt und 1998 mit weiteren europäischen nationalen Journalen der organischen Chemie zur European Journal of Organic Chemistry.

## Historie der Zeitschriftentitel
- Annalen der Pharmacie, 1832–1839
- Annalen der Chemie und Pharmacie, 1840–1873 (Ann. Chem. Pharm., ISSN 0075-4617, CODEN JLACBF)
- Justus Liebig's Annalen der Chemie und Pharmacie, 1873–1874 (ISSN 0075-4617, CODEN JLACBF)

- Justus Liebig’s Annalen der Chemie, 1874–1944 & 1947–1978 (ISSN 0075-4617, CODEN JLACBF)
- Liebigs Annalen der Chemie, 1979–1994 (ISSN 0170-2041, CODEN LACHDL)

- Liebigs Annalen, 1995–1996 (ISSN 0947-3440, CODEN LANAEM)
- Liebigs Annalen/Recueil, 1997 (ISSN 0947-3440, CODEN LIARFV)
- European Journal of Organic Chemistry, 1998 (Print ISSN 1434-193X; eISSN 1099-0690, CODEN EJOCFK)